# 甘肃矿区
甘肃矿区，即中国核工业总公司四〇四厂。位于甘肃省玉门市境内。是中国核工业集团管理的地级行政管理区。
404厂位于甘肃嘉峪关以西100公里处，因保密需要对外称为甘肃矿区。

## 历史
筹建于20世纪的1957年，随着核工业聚集形成的城市。1958年，邓小平批准建设，苏联援建了中国第一座反应堆。1959年，苏联中断合作，苏联专家带走了图纸、资料。1966年，反应堆建成，年底临界；1967年，开始生产。1969年1月7日，发生核泄漏事故。2006年，404厂的生活区集体搬迁到甘肃省嘉峪关市。